# 圖蘭角龍屬
圖蘭角龍（意為「圖蘭的有角面孔」）是植食性角龍類恐龍的一屬，生存於晚白堊世土侖階中晚期的中亞，約9000萬年前，化石發現於烏茲別克的貝斯克堤組。頭骨長著一對類似角龍科的長眉角，但圖蘭角龍是早期角龍類到角龍科之間的過渡階段，而非屬於角龍科。

## 發現
自1920年代起，蘇聯科學家在納沃伊·維洛亞特（Navoi Viloyat）地區的札拉庫度（Dzharakuduk）附近發現了化石碎片，從而推論存在著某種角龍類。1988年，古生物學家列夫·亞列桑卓維奇·涅索夫（Lev Aleksandrovich Nesov）將這些化石命名成緩慢圖蘭角龍（Turanoceratops tardabilis），但沒有敘述，因此一度為裸名。隔年，涅索夫、L.F. Kaznysjkina、Gennady Olegovich Cherepanov正式敘述模式種緩慢圖蘭角龍。屬名取自發現地突厥斯坦的舊波斯名圖蘭（Turan）加上角龍類常見字根ceratops組成。種名在拉丁語意為「滯礙」，象徵著長期研究、進度緩慢。
正模標本CCMGE No. 251/12457是個破損的左上頜骨。而其他被歸入本屬的化石有些後來被證實是其他種恐龍，如CCGME 628/12457的腦殼屬於蜥腳類、而原先假設為褶飾的化石其實是甲龍類的裝甲。剩下的有效材料包含眉角、牙齒、前齒骨、肢骨。
2004年彼得·多德森認為圖蘭角龍是疑名，但2009年漢斯·戴爾特·蘇伊士認為牠是有效物種。

## 敘述

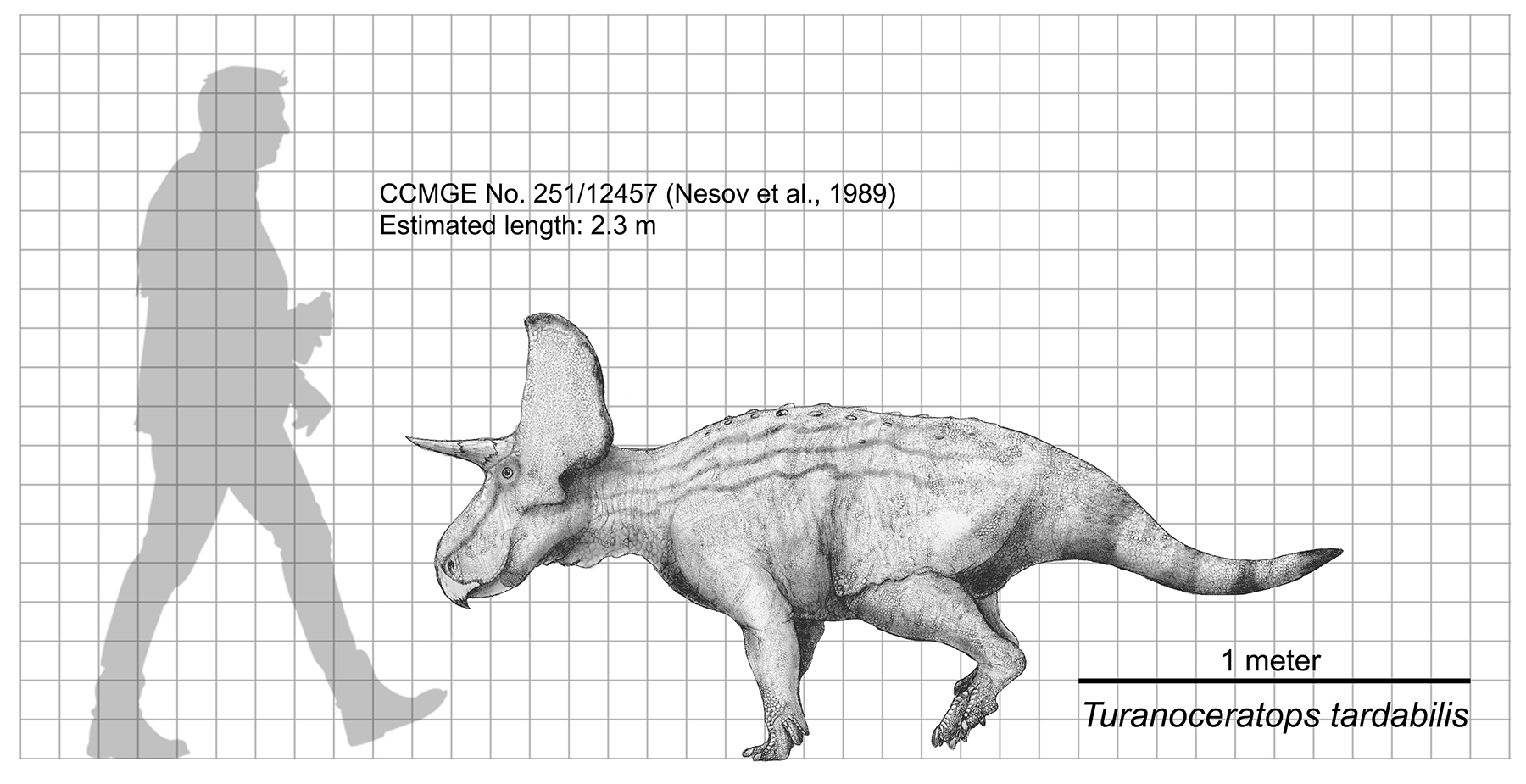
體型比例圖

圖蘭角龍是種相當小型的動物。2010年葛瑞格利·保羅估計身長2公尺及體重175公斤。
蘇伊士於2009年的研究列出一些典型的基礎特徵，支持其位於演化樹的基礎位置，以及一些進階型特徵，又位於相對進階的位置。基礎特徵包括齒冠發育不定的次生脊、每個齒位只有2至3科牙齒。與較基礎祖尼角龍相比之下，較進階的特徵包含牙齒數量增加成2到3個、每顆牙齒有兩個齒根。更典型的衍化特徵是額骨被排除於眼窩上環之外、頭頂存在原始的孔洞。

## 分類
圖蘭角龍屬於角龍亞目，是群具有鸚鵡狀嘴喙的植食性恐龍，在白堊紀時期的北美及亞洲蓬勃發展。2009年蘇伊士的研究分析了圖蘭角龍的額外化石材料，得出相反的結論：圖蘭角龍屬於真正的角龍科；若此屬實，牠將是亞洲少數的真正角龍科；在研究發表當時這是非常獨特的情況，因為當時所有其他已知的角龍科都來自北美。某些研究人員如Andrew Farke反駁蘇伊士的結論；Farke等人進行了圖蘭角龍新化石的獨立系統發生學分析，發現牠是角龍科的近親，但不屬於該演化支的真正成員。蘇伊士和亞力山德·阿維葉諾夫（Alexander Averianov）批評這項分析，表示Farke等人曲解或錯誤分析某些化石上的特徵。但徐星等人（2010）的系統發生學研究得出結論：圖蘭角龍比祖尼角龍進階，但被排除於角龍科之外，因為牠缺乏角龍科數個必要的共有衍徵。

## 古生態學
1995年涅索夫推測圖蘭角龍生存於中等濕度氣候的河畔森林或沼澤環境。牠可能吃下胃石幫助消化較粗糙的植物。當地鴨嘴龍類如列弗尼斯氏龍的骨骼是圖蘭角龍的兩倍之多，代表前者為較優勢物種。他還推測眉角發育主要是為了雄性間打鬥的適應構造，頸盾則有保護功能，頭部可長達1公尺，因此在角龍類演化的早期、之前或初始階段，頭部的防禦功能便已顯得很重要。